# Friedrich von Pufendorf
Georg Friedrich Karl von Pufendorf (* in Bederkesa; † 17. Februar 1852 in Hannover) war ein deutscher Verwaltungsjurist.

## Leben
Friedrich von Pufendorf war Sohn des Hauptmanns Friedrich von Pufendorf. Er studierte von 1806 bis September 1809 Rechtswissenschaften an der Universität Göttingen. Er war Mitglied der vor dem 18. Januar 1809 heimlich bestehenden Landsmannschaft Hannovera und  Mitstifter des Corps Hannovera Göttingen am 18. Januar 1809. Ende August 1809 nach der Gendarmen-Affäre war er Mitunterzeichner der „Verrufsliste“ und verließ die Universität. Er trat in den hannoverschen Verwaltungsdienst ein und wurde 1818 Amtsassessor in Stotel bei Geestemünde, 1822 in Osterode am Harz. Friedrich von Pufendorf wurde 1826 Hofrat in Celle. Er war von 1840 bis 1850 Amtmann, dann Oberamtmann im Amt Zeven in Zeven.
Pufendorf heiratete 1823 Sophie Elisabeth geb. Albers. Die Ehe blieb kinderlos.